# Basalt (Colorado)
Pour les articles homonymes, voir Basalt.
Basalt est une ville américaine située dans le comtés d'Eagle et de Pitkin, dans le Colorado.
Selon le recensement de 2010, Basalt compte 3 857 habitants. La municipalité s'étend sur 1,99 milles carrés (5,15 km2). La majorité de la population et de la superficie se trouvent dans le comté d'Eagle : 2 926 habitants et 1,14 milles carrés (2,95 km2).
La ville doit son nom au Basalt Peak, un sommet composé de roche volcanique.

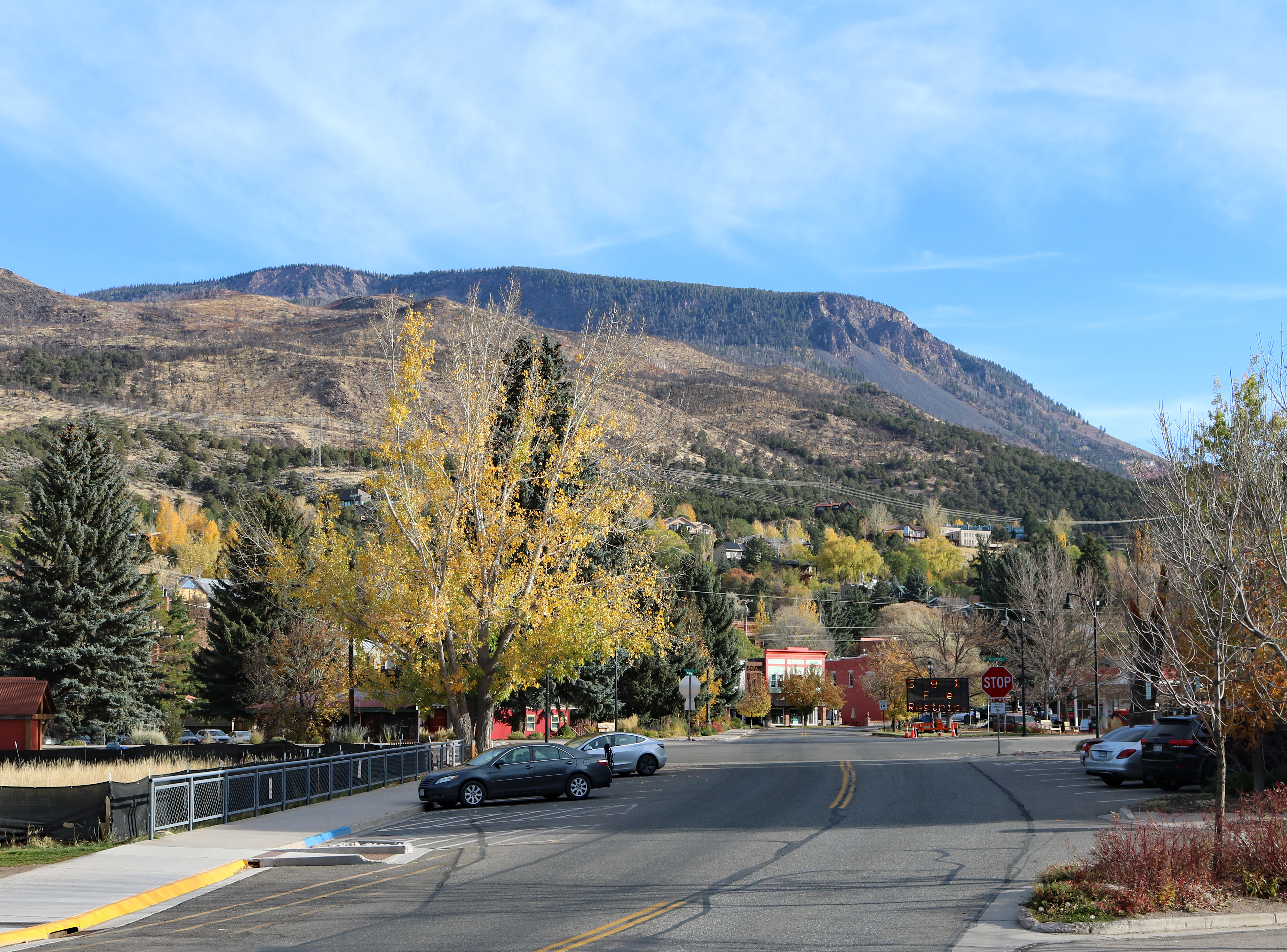
Centre-ville de Basalt avec Basalt Mountain en arrière-plan

## Démographie
| 1900 | 1910 | 1920 | 1930 | 1940 | 1950 |
| ---- | ---- | ---- | ---- | ---- | ---- |
| 382  | 235  | 185  | 148  | 212  | 173  |

| 1960 | 1970 | 1980 | 1990  | 2000  | 2010  |
| ---- | ---- | ---- | ----- | ----- | ----- |
| 213  | 419  | 529  | 1 128 | 2 681 | 3 857 |